# 莊子富
莊子富（1971年3月21日—），原名莊曜埕，是臺灣廣播節目主持人，同時也是台中市政府市政顧問，臺中市人。台中廣播暨亞哥花園創辦人「文平」莊文勤姪子。現任台中廣播總經理、台中廣播DJ，所主持的節目有「快樂馬拉松」、「子富有約」、「中職轉播」、「快樂的生日」。2019年4月宣布以中國國民黨黨員身份參選臺中市第七選區立法委員，2019年7月正式獲得國民黨提名，主要對手為民主進步黨籍現任立委何欣純，最終落選。

## 經歷
- 1996~2002：擔任國立臺灣體育運動大學行銷市場管理專題講師、受邀赴重慶大學演講媒體與休閒農業及媒體經營運用
- 1998~2001：亞哥花園總財務長、營運主任
- 2002~2007：台中廣播經理
- 2012~2015：台中廣播副總經理
- 2015~2021：台中廣播總經理，台中廣播「中職轉播」節目主持人、「快樂馬拉松」節目主持人、「快樂的生日」節目主持人
- 2021~迄今：臺中多媒體董事長，台中廣播「子富有約」節目主持人

### 2020年中華民國立法委員選舉
| 1        | 何欣純   | 民主進步黨        | 149,538票 | 63.30%                        | 當選                          |
| 2        | 蔣祖棋   | 司法正義黨        | 3,336票   | 1.41%                         |                               |
| 3        | 林培基   | TA 一邊一國行動黨 | 1,480票   | 0.63%                         |                               |
| 4        | 莊子富   | 中國國民黨        | 80,000票  | 33.86%                        |                               |
| 5        | 傅若怡   | 合 合一行動聯盟   | 1,883票   | 0.80%                         |                               |
| 選舉日期 | 選舉日期 | 2020年1月11日     | 選舉人數  | 319,162人                     | 319,162人                     |
| 投票率   | 投票率   | 75.36%            | 投票人數  | 有效：236,237人 無效：4,268人 | 有效：236,237人 無效：4,268人 |

## 外部連結
- 莊子富的Facebook專頁